# أبو الهذيل العلاف
أبو الهذيل محمد بن الهذيل بن عبد الله بن مكحول العبدي العلاف البصري (135-235 هـ/753-850م)، مولى عبد القيس، من علماء الكلام، وشيخ المعتزلة البصريين، ومقدم الطائفة، ومقرر الطريقة، والمناظر عليها تنسب له الفرقة الهذلية، أخذ الاعتزال من عثمان بن خالد الطويل عن واصل بن عطاء.

## سيرته
أبو الهذيل محمّد بن الهذيل العبدي ـ نسبة إلى عبد القيس ـ وكان مولاهم وكان يلقّب بالعلاّف، لأنّ داره في البصرة كانت في العلاّفين. قال ابن النّديم: كان شيخ البصريّين في الاعتزال ومن أكبر علمائهم وهو صاحب المقالات في مذهبهم ومجالس ومناظرات.
نقل ابن المرتضى عن صاحب المصابيح أنّه كان نسيج وحده وعالم دهره ولم يتقدّمه أحد من الموافقين ولا من المخالفين. كان إبراهيم النظّام من أصحابه، ثمّ انقطع عنه مدّة ونظر في شيء من كتب الفلاسفة، فلمّا ورد البصرة كان يرى أنّه قد أورد من لطيف الكلام ما لم يسبق إلى أبي الهذيل. قال إبراهيم: فناظرت أبا الهذيل في ذلك فخيّل إليّ أنّه لم يكن متشاغلاً إلاّ به لتصرّفه فيه وحذقه في المناظرة فيه.
قال القاضي: «ومناظراته مع المجوس والثنويّة وغيرهم طويلة ممدودة وكان يقطع الخصم بأقلّ كلام. يقال إنّه أسلم على يده زيادة على 3000 رجل».
قال المبِّرد: «ما رأيت أفصح من أبي الهذيل والجاحظ، وكان أبو الهذيل أحسن مناظرة. شهدته في مجلس وقد استشهد في جملة كلامه بثلاثمائة بيت. وفي مجلس المأمون استشهد في عرض كلامه بسبعمائة بيت».

## تلامذته
أخذ عنه كبار علماء المعتزلة: إبراهيم بن سيار النظام وغيره من المعتزلة .

## وفاته
كانت ولادة أبي الهذيل 135 ووفاته 235 فعمره قد ناهز المائة.
ويقول ابن خلّكان: «كان قد كفّ بصره، وخرف في آخر عمره إلاّ أنّه كان لا يذهب عليه شيء من الأصول، لكنّه ضعف عن مناهضة المناظرين وحجاج المخالفين وضعف خاطره».

## مؤلفاته
هاك مؤلفاته:
- كتاب الإمامة على هشام.
- كتاب على أبي شمر في الإرجاء.
- كتاب طاعة لا يراد الله بها.
- كتاب على السوفسطائية.
- كتاب على المجوس.
- كتاب على اليهود.
- كتاب التوليد على النظام.
- كتاب الوعد والوعيد.
- كتاب مقتل غيلان.
- كتاب إلى الدمشقيين.
- كتاب المجالس.
- كتاب الحجة.
- كتاب صفة الله بالعدل ونفي القبيح.
- كتاب الحجة على الملحدين.
- كتاب تسمية أهل الأحداث.
- كتاب على النصارى.
- كتاب مسائل في الحركات وغيرها.
- كتاب على عمار النصراني في الرد على النصارى.
- كتاب في صفة الغضب والرضا من الله جل ثناؤه.
- كتاب السخط والرضا.
- كتاب المخلوق على حفص الفرد.
- كتاب الرد على مكيف المديني.
- كتاب الحد على إبراهيم النظام.
- كتاب الرد على الغيلانية في الإرجاء.
- كتاب على حفص الفرد في فعل ويفعل.
- كتاب على النظام في تجويز القدرة على الظلم.
- كتاب على النظام في خلق الشيء وجوابه عنه.
- كتاب الرد على القدرية والمجبرة.
- كتاب على ضرار وجهم وأبي حنيفة وحفص في المخلوق.
- كتاب على النظام في الإنسان.
- كتاب الرد على أهل الأديان.
- كتاب في جميع الأصناف.
- كتاب الاستطاعة.
- كتاب الحركات.
- كتاب في خلق الشيء عن الشيء.
- كتاب التفهم وحركات أهل الجنة.
- كتاب جواب القبائي.
- كتاب على من قال بتعذيب الأطفال.
- كتاب الطفرة على إبراهيم النظام.
- كتاب على الثنوية.
- كتاب الجواهر والأعراض.
- كتاب الحوض والشفاعة وعذاب القبر.
- كتاب على أصحاب الحديث في التشبيه.
- كتاب تثبيت الأعراض.
- كتاب السمع والبصر عملا أم عمل بهما.
- كتاب الإنسان ما هو.
- كتاب علامات صدق الرسول.
- كتاب طول الإنسان ولونه وتأليفه.
- كتاب في الصوت ما هو.